# МКС-41
МКС-41 — сорок первый долговременный экипаж Международной космической станции. Его работа началась 10 сентября 2014 года, 23:01 UTC после отстыковки корабля «Союз ТМА-12М» от станции экипажем корабля «Союз ТМА-13М» в количестве 3 человек. 26 сентября 2014 года, 2:11 UTC экспедицию пополнил экипаж корабля «Союз ТМА-14М». С этого момента в экспедиции работало 6 человек. Завершилась экспедиция 10 ноября 2014 года, 00:31 UTC с отстыковкой корабля «Союз ТМА-13М».

## Экипаж
| Должность   | 10-26 сентября 2014   | 26 сентября — 10 ноября 2014 | № космического полёта | Корабль доставки |
| ----------- | --------------------- | ---------------------------- | --------------------- | ---------------- |
| Командир    | Максим Сураев, ФКА    | Максим Сураев, ФКА           | 2                     | Союз ТМА-13М     |
| Бортинженер | Грегори Уайсмен, НАСА | Грегори Уайсмен, НАСА        | 1                     | Союз ТМА-13М     |
| Бортинженер | Александр Герст, ЕКА  | Александр Герст, ЕКА         | 1                     | Союз ТМА-13М     |
| Бортинженер |                       | Александр Самокутяев, ФКА    | 2                     | Союз ТМА-14М     |
| Бортинженер |                       | Елена Серова ФКА             | 1                     | Союз ТМА-14М     |
| Бортинженер |                       | Барри Уилмор, НАСА           | 2                     | Союз ТМА-14М     |

## Ход экспедиции

### Выходы в открытый космос
1. 7 октября 2014 года,  Грегори Уайсмен и  Александр Герст, из модуля Квест, длительность 6 ч 13 мин, астронавты переместили в хранилище старый насос, подававший жидкий аммиак в систему охлаждения орбитального комплекса, выполнение электротехнических работ[3].
2. 15 октября 2014 года,  Грегори Уайсмен и  Барри Уилмор, из модуля Квест, длительность 6 ч 34 мин, замена стабилизатора напряжения на внешней поверхности станции[4].
3. 22 октября 2014 года,  Максим Сураев и  Александр Самокутяев, из модуля Пирс, длительность 3 ч 38 мин, космонавты осуществили демонтаж радиометрического комплекса и антенн с модуля Поиск, сняли защитную крышку моноблока научной аппаратуры Expose-R и в рамках космического эксперимента «Тест» взяли пробы с иллюминатора выходного люка-2 стыковочного отсека «Пирс»[5].

### Принятые грузовые корабли
1. SpaceX CRS-4, запуск 21 сентября 2014 года, стыковка 23 сентября 2014 года.
2. Прогресс М-25М, запуск и стыковка 29 октября 2014 года.

### Аварийный запуск к МКС
- Cygnus CRS Orb-3, запуск 29 октября 2014 года.